# Mohammad al-Anbar
Mohammad al-ʿAnbar (arabisch محمد العنبر, DMG Muḥammad al-ʿAnbar; * 22. März 1985) ist ein ehemaliger saudi-arabischer Fußballspieler. Er gewann dreimal die saudi-arabische Meisterschaft.

## Karriere
Die Fußballkarriere des Jungstürmers al-Anbar begann bei al-Hilal, dem Team, bei dem auch der saudi-arabische Stürmerstar Sami al-Dschabir seit den 90er Jahren unter Vertrag steht. Er wurde als Nachfolger von al-Dschabir aufgebaut. Ab 2004 kam er in Pokal und Meisterschaft zum Einsatz und errang 2005 beide Titel und 2006 erneut den Pokalsieg.
Seit 2004 spielt er auch für die saudi-arabische Nationalmannschaft und schoss ein wichtiges Tor in der Qualifikation zur Fußball-Weltmeisterschaft 2006 in Deutschland. Neben al-Dschabir und Yassir al-Qahtani sollte er als dritter Stürmer von al-Hilal im WM-Aufgebot Saudi-Arabiens stehen, verletzte sich jedoch kurz vor Turnierstart und wurde durch Muhammad al-Bischi ersetzt.
Im Jahr 2010 verließ er al-Hilal und spielte für drei kleinere Klubs. Im Jahr 2012 beendete er seine Laufbahn.

## Titel / Erfolge
- Saudi-arabischer Meister: 2005, 2008, 2010 (al-Hilal)
- Saudi-arabischer Pokalsieger: 2003, 2005, 2006, 2008, 2009, 2010 (al-Hilal)